# Бихенбах
Бихенбах (њем. Büchenbach) општина је у њемачкој савезној држави Баварска. Једно је од 16 општинских средишта округа Рот. Према процјени из 2010. у општини је живјело 5.165 становника. Посједује регионалну шифру (AGS) 9576117.

## Географски и демографски подаци
Бихенбах се налази у савезној држави Баварска у округу Рот. Општина се налази на надморској висини од 366 метара. Површина општине износи 30,8 km². У самом мјесту је, према процјени из 2010. године, живјело 5.165 становника. Просјечна густина становништва износи 168 становника/km².

## Међународна сарадња
| Мјесто   | Држава   | Врста сарадње | Од    |
| -------- | -------- | ------------- | ----- |
| Неметкер | Мађарска | партнерство   | 1990. |
| Извор    |          |               |       |